# Toguéré Coumbé
Toguéré Coumbé är ett departement i Mali.   Det ligger i kretsen Tenenkou Cercle och regionen Mopti, i den centrala delen av landet, 400 km nordost om huvudstaden Bamako.